# سربين

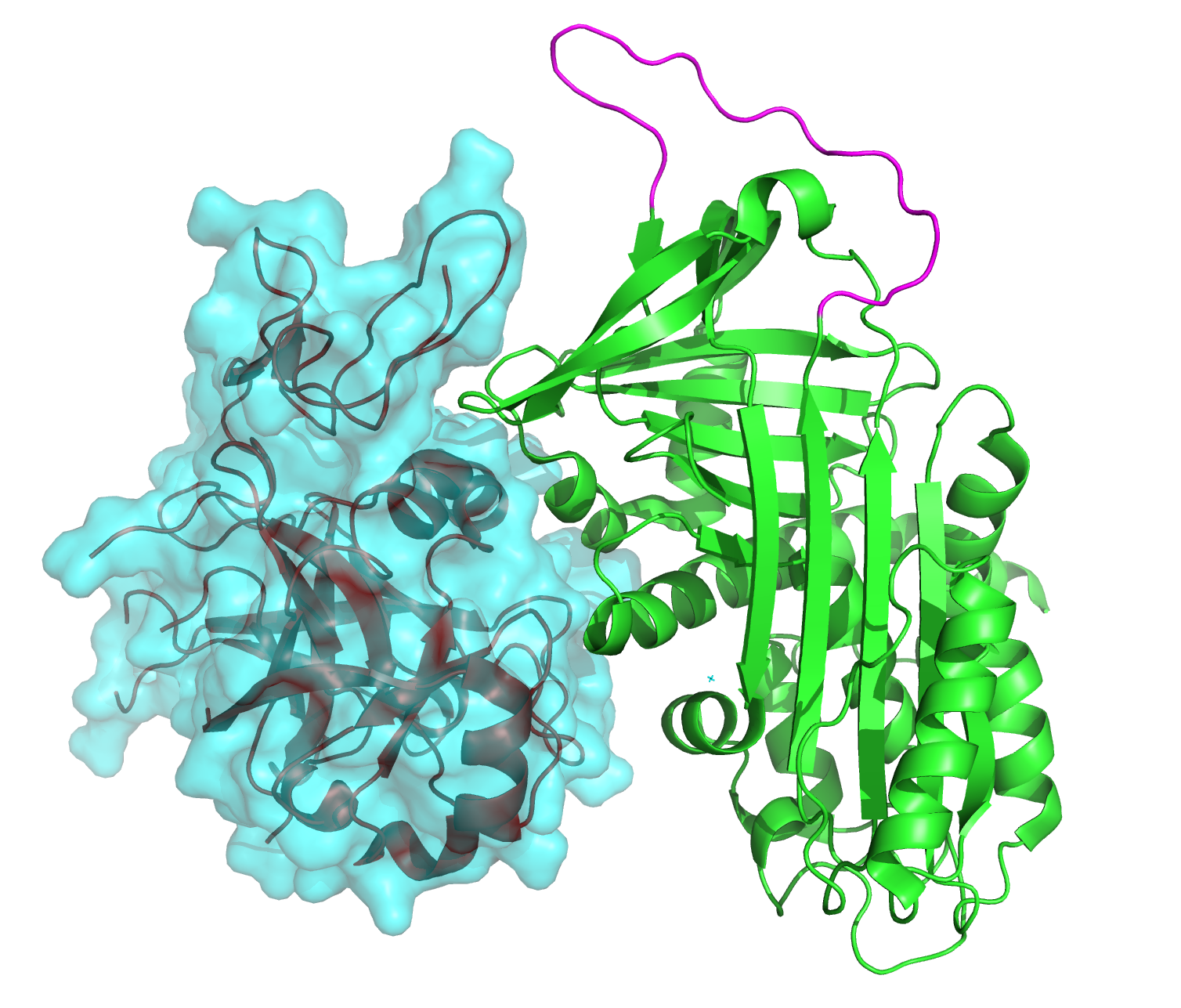
الشكل 1:هيكلية السربين

السربين هي مجموعة من البروتينات ذات الهياكل المتماثلة والتي تم تحديدها أولا أنها مجموعة من البروتينات القادرة على تثبيط البروتياز (البيتيداز)، وقد اُبتكرت ترخيمة السربين لأن العديد من السربينات تثبط الكيموتربسين (أنزيم بيتيدي بنكرياسي) مثل سيرين البورتياز (مثبطات سيرين البورتياز).
كانت أول أفراد فصيلة السربين تدرس بشكل واسع هي: بروتينات البلازما البشرية أنتي ثرومبين وأنتي تريبسين، واللتان تلعبان دورا رئيسيا في السيطرة على تخثر الدم والالتهابات على التوالي (مثال: الشكل 1). في البداية، ركزت البحوث على دورهما في مرض الإنسان، حيث ينتج عن نقص بروتين أنتي ثرومبين حدوث خثار ويسبب نقص بروتين أنتي تريبسين النفاخ الرئوي. وقدم هانت وديهوف اكتشافا مذهلا في عام 1980 حيث أن كلا من هذه الجزيئات تمتلك سلسلة هامة من الأحماض الأمينية تشابه تلك الموجودة في البروتين الرئيس في بياض بيض الدجاج وفي الزلال، واقترحا فصيلة بروتين جديدة. وتم تحديد أكثر من 1000 سيربين الآن، تتضمن هذه السربينات على 36 بروتينات بشرية، وكذلك الجزيئات الموجودة في النباتات والفطريات والبكتيريا والبَدْئِيَات وبعض الفيروسات. ولذلك فإن السربينات هي أكبر وأكثر عائلة تنوعا لمثبطات البروتياز.
في حين أن معظم السربين يتحكم بتحلل البروتين المتسلسل، هناك سربين معين لا يثبط الإنزيمات ولكن يقوم بوظائف متنوعة مثل التخزين (مثل تخزين ألبومين وهو البروتين الأساسي في البيض)، هرمون حامل بروتينات (بروتين القلوبيولين المرتبط بهرمون الثايروكسين أو الكورتيزول والماسبين (ورم الجينات القامع). مصطلح السربين يستخدم ليصف الأجزاء الأخيرة أيضًا على الرغم من عدم تثبيطهم.
لأن السربين يتحكم في عمليات كالتجلط والالتهابات، هذه البروتينات هي هدف عمليات البحث الطبي. ومع ذلك، السيربين بحد ذاته محط اهتمام مجتمعات علم الأحياء التركيبي وعلم طي البروتين، لأنها تخضع لتغييرات فريدة ودراماتيكية في الشكل (أو التكوين) عندما يثبط عملية تكسير البروتين بالإنزيمات. وهذه عملية غير اعتيادية، لأن وظيفة معظم مثبطات عمليات تكسير البروتين التقليدية بسيطة كنظرية «المفتاح والقفل» الجزيئات التي ترتبط ووتعيق دخول المناطق النشطة لتكسير البروتين (انظر، على سبيل المثال، مثبط انزيم بوفاين البنكرياسي لبروتين التريبسين). بينما آلية عمل السيربين كمثبط لعملية تكسير البروتين يضفي فوائد معينة، وأيضا لديه سلبيات، والسيربين معرض للطفرات الجينية والتي تكون نتيجة خطأ في عملية طي البروتين وتكوين سلسة طويلة من البلمرات الغير نشطة (سيربينوباثيز). بلمرة السيربين يختزل كمية المثبط النشط، إضافة إلى تراكم أو تكدس في بلمرة السيربين، مسببا موت الخلية أو فشل الأعضاء. على سبيل المثال: السيربين مضاد لبروتين التربسين يتصنع مبدئيا في الكبد، وبلمرة مضاد البروتين تسبب تليف الكبد. فهم سيربينوباثيز، أيضا يزود لمحة أو رؤية للخطأ في طي البروتين عموما، عملية تسبب أمراضا لكثير من الناس، كالزهايمر ومرض كريوتزفيلدت- جاكوب.

## مثبطات الأنواع الأخرى

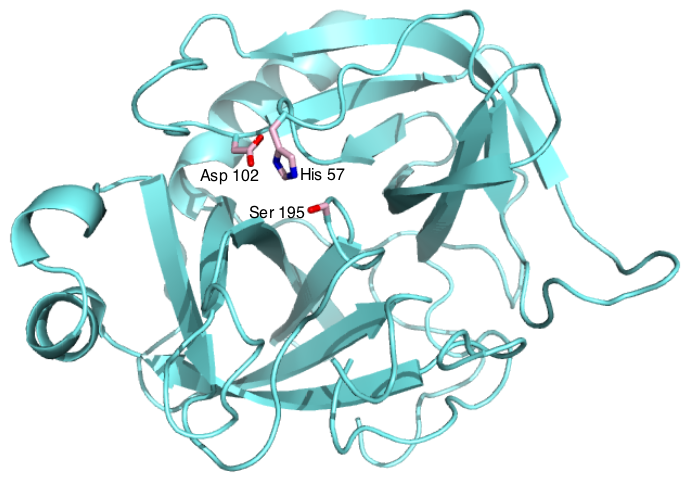
شكل 2: هيكل بلورة إنزيم سيرين البروتياز كما تظهره الإشعة السينية.

تستهدف معظم مثبطات السربين الكيموتربسين مثل: إنزيم سيرين البروتياز (انظر جدول 1 وشكل 2). وتحدد هذه الإنزيمات من خلال وجود بقايا سيرين أليف النواة في مقرها الحفّازي. وتتضمن الأمثلة على الثرومبين، التربسين، وإيلاستاز العدلة في الإنسان.
تثبط بعض السربينات الأنواع الأخرى من البروتياز والتي تسمى بـ «مثبطات الأنواع الأخرى». وقد ثبت أن عدد من هذه السربينات تستهدف سيستين البروتياز ووتختلف هذه الإنزيمات عن سيرين البروتياز من ناحية أنه يتم تحديدها من خلال وجود بقايا السيستين أليف النواة، بدلا من بقايا السيرين في مقرها المحفز. ومع ذلك، فإن كيمياء الأنزيمات متشابهة، ويثبط السربين على الأرجح كلا نوعي الإنزيم بطريقة مماثلة.
من الأمثلة على بروتين السربين المضاد: مضاد سرطان الخلايا الحرشفيه 1 (SCCA-1)، سربين الوباء النخاعي والمحمر الخاصة بمرحلة معينه (MENT) جميعها مضادة لبروتين البابايين مثل: سستين البروتياز.
السربين الفيروسي crmA يعمل كمانع للالتهابات من خلال منع IL-1 و IL-18 الذي تنتجه سيستين البروتيازكاسبيس. في الكائنات حقيقة النواة يظهر السربين لمنع الميتا كاسبيس، كما يظهر البابايين مثل سستين البروتياز. وفي الوقت الحاضر لايمكننا معرفة ما إذا كان بروتين السربين لدى الثدييات يعمل كمضاد للكاسبيس في الجسم الحي أم لا.

## تحديد المكان والوظيفة

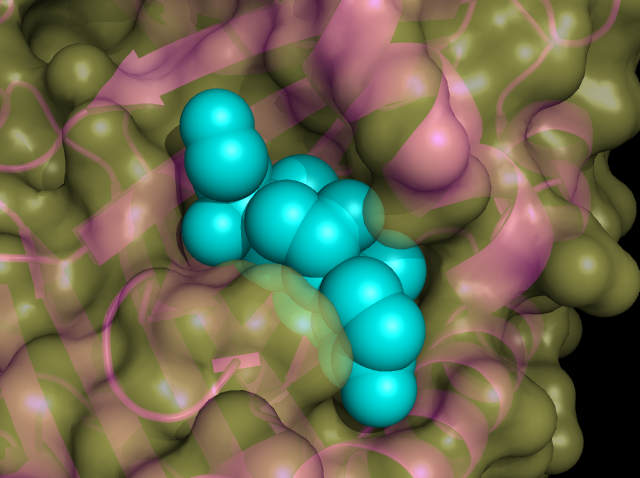
شكل 3: هرمون الكوتيسول الملتصق للسربين.

ما يقارب من ثلثي السيربينات الموجودة في جسم الإنسان تقوم بوظائف خارج الخلية، مثل السيربينات المسؤولة عن تنظيم سلسلة عمليات التحلل البروتيني المهمة لعملية تخثر الدم (مضاد الثرومين)، الاستجابة المناعية للالتهابات (مضاد التربسين ومضاد الكيموتربسين ومثبط سي1)، تجديد الأنسجة (مثبط منشط البلازموجين PAI-1). كما أن السيربينات الغير مُثًبِطة تقوم بوظائف مهمة، حيث يقوم كل من الجلوبيولين الرابط للثايروكسين والجلوبيولين الرابط للكورتيزول بنقل هرموني الثايروكسين والكورتيزول على التوالي (الشكل 3)، ويقوم إنزيم الرينين بشطر إنزيم الأنجيوتنسينوجين مولداً هرمون الأنجيوتنسين-1 المكون من ببتيد ذو نهاية أمينية N-terminal تحتوي على 10 أحماض أمينية. يوضح الجدول رقم 1 نبذة مختصره عن وظائف السيربينات في جسم الإنسان وبعض الأمراض.
تم التعرف وتحديد الإنزيمات التي تنتمي إلى فصيلة السيربينات داخل الخلايا خلال بدايات التسعينات الميلادية. جميع السيربينات التسعة في دودة الربداء الرشيقة تفتقد سلسلة الأحماض الأمينية المؤشرة لذلك فهي الغالب تكون داخل الخلايا. وبناءً على هذه المعطيات يبدو من المرجح أن السيربينات البشرية نتجت عن أسلافها التي كانت داخل الخلايا أيضاً.
كان من الصعب تحديد الأهداف البروتينية للسيربينات داخل الخلايا المثبطة. ومما زاد الأمر تعقيداً ملاحظة أن العديد من هذه الجزيئات تقوم بوظائف متداخلة، أيضاً العديد من السيربينات البشرية تفتقد لأشباه مطابقة لها في الكائنات المخبرية مثل الفئران. واحدة من الوظائف الهامة جداً للسيربينات داخل الخلايا هي حماية الخلية من الأنشطة العشوائية لإنزيم البروتياز. مثال على ذلك سيربين 9 الموجود في جسم الإنسان، حيث يقوم بتثبيط الجرانزيم ب (بروتياز) الموجود داخل الحبيبات في الخلايا السامة وبذلك يحمي الخلية من الإطلاق غير المتعمد للجرانزيم ب أو تفعيل عملية موت الخلية المبرمج بشكل غير مقصود أو مبكر.
تقوم بروتينات سيربين الخلوية بأدوار تختلف عن تثبيط البروتياز، على سبيل المثال يعد بروتين ماسبين من بروتينات سيرين غير المثبطة ومهم للوقاية من الأورام الخبيثة لسرطان الثدي وسرطان البروستات، ومثال آخر أيضاً أحماض السيئستين النووية المثبطة للبروتياز في الطيور والتي تعمل بمثابة الكروماتين الذي يقوم بإعادة بناء جزيئات خلايا الدم الحمراء للطيور.
وتشير دراسات تطور السلالات إلى أن معظم بروتينات السيربين الخلوية تنتمي إلى كليد أحادي، وتشمل الإستثناءات بروتين السيربين غير المثبط للصدمة الحرارية، والذي يعد بروتيناً ضرورياً للقيام بطي مناسب للكولاجين وللقيام بدورات بين جهاز جولجي والشبكة الإندوبلازمية.

## البِـنْـيَـة

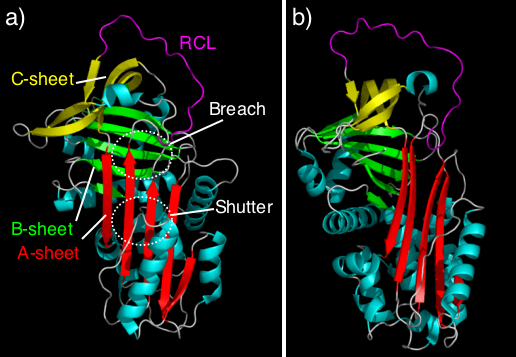
شكل 4 : على اليسار الهيكل البلوري مصاد تربسين البشري بينما شكل اليمين يبين كلية أنتيكيموموتربسين للقوارض.

كان للبنيةِ الحيويةِ دورٌ محوريّ في فهم حيوية بروتينات السِربين وطريقة عملها، وقد اكتُشفت حتى اليوم أكثر من ثمانين بنية سربينية بعدّة تشكيلات متعددة (مشروحة في الأسفل). ومع أن طريقة عمل السربينات تتنوع بشكل كبير إلا أن كل هذه الجزيئات لها نفس البنية (أو الطيّة).
لقد كشفت بنية السربينات غير المثبطة وبنية المثبطات السربينية «مضاد التريبسين» عن البنية الأصلية لِطيّة السربينات، التي تحوي جميعها غالبًا ثلاث بنىً بروتينية «شرائح بروتينية» (تسمى أ، ب، ج)، وثمانية أو تسعة حلزّ ألفا (راجع الشكل 4). كما تمتلك السربينات منطقة مكشوفة تسمى الحلقة المركزية التفاعلية، التي تتضمن المحددات في المنطقة المعنيّة داخل المثبطات الجزيئية والتي تُكوّن رد الفعل المبدئي مع الإنزيم البروتيني المستهدف. وتوجد الحلقة المركزية التفاعلية في مضاد التريبسين في الجزء العلوي من الجزيء وليست مضافة داخل الشرائح البروتينية من قبل (يسار الشكل 4). تكون هذه التشكيلة عادةً موجودة في التوازن الحيوي مع القليل من تشكيلة البنية الأصلية والمشاهدة في مثبطات سربينية أخرى (يمين الشكل 4).

## التغيير الجزئي وآلية التثبيط

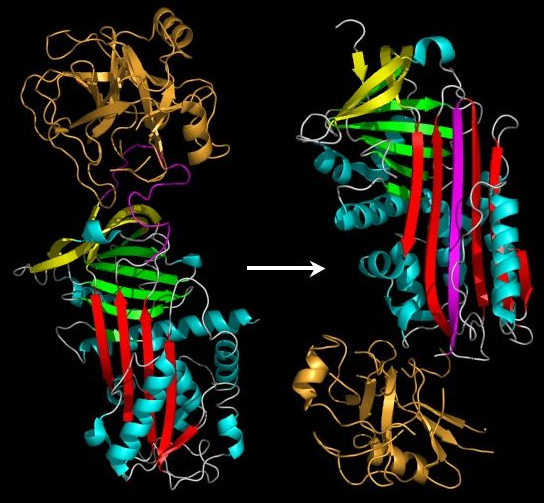
شكل 5: اليسار: هيكلية سيربين 1ك غير متساهلة ومعقدة بين حشرة وتريبسن جرذون غير فعالة.
اليمين: مجمع بين مضادالتربسين وتربسين فاعل.

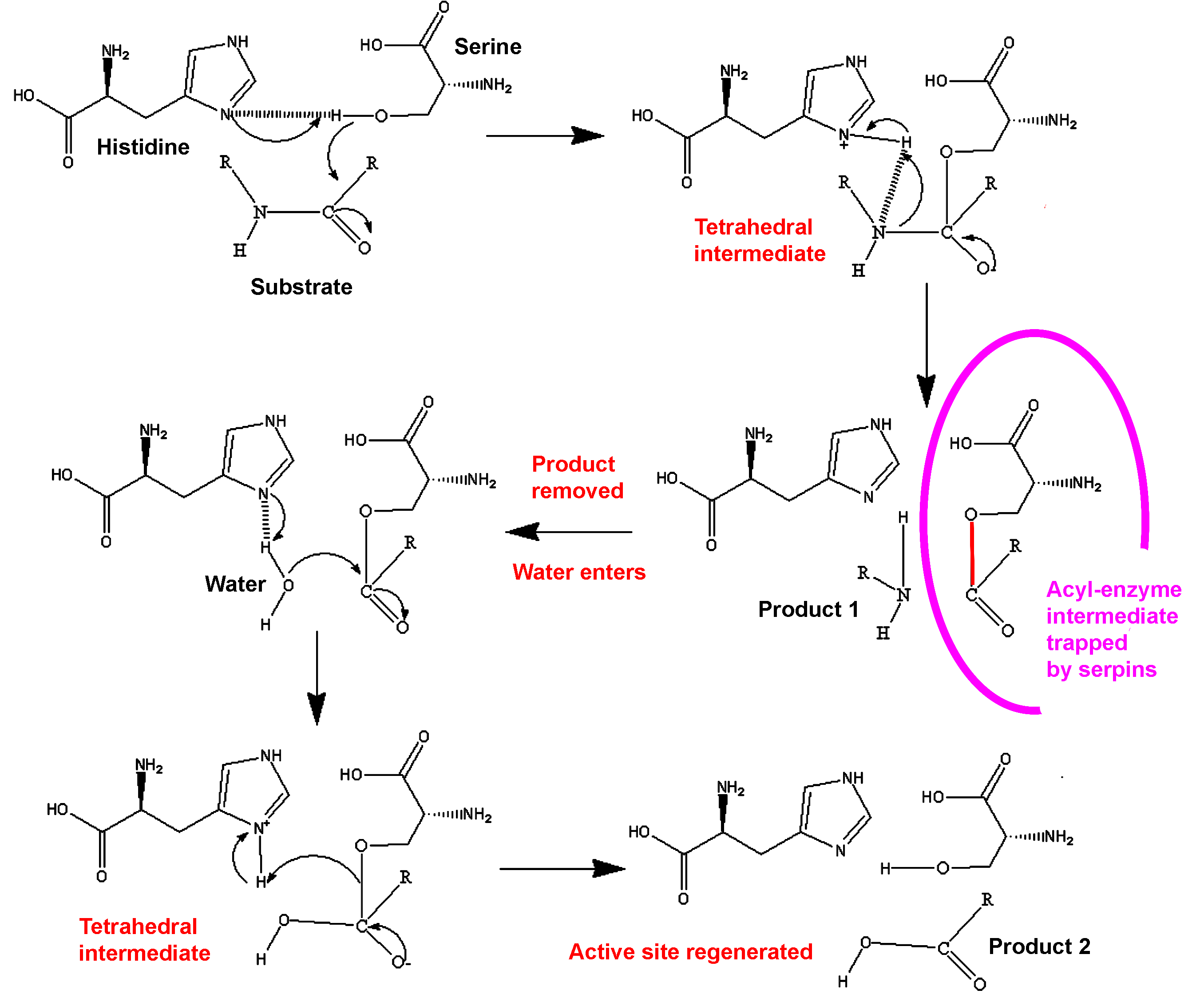
شكل 6: آلية تحفيزية من البروتياز سيرين (مقتبس من آلية سيرين البروتيني) يدل على مرحلة من مراحل الدورة التي حوصروا بمثبطات السربين (الدائرة الأرجوانية). سندات الاستر في انزيمات الأسيل الوسيطة ظاهرة باللون الأحمر.

كشفت الدراسات المبكرة عن مثبطات الإنزيم البروتيني سيرين أن الآلية التي تمنع جزيئات هذا الإنزيم من الظهور بشكل مختلف عما يعرف بآلية القفل والمفتاح والتي تستخدمها مثبطات الإنزيم البروتيني صغيرة مثل مثبطات من نوع كيونتز مثل مثبط التربسين الأساسي في البنكرياس. مثبطات الأنزيم البروتيني سيرين شكلت مجموعات مع الإنزيمات البروتينية المستهدفة. الدراسات الهيكلية على مثبطات الإنزيم البروتيني سيرين كشفت أن أعضاء الأسرة المثبطة تخضع لتغيير غير عادي، وتم وصفه ب (التحول من الضغط إلى الاسترخاء) (S إلى R) وهي مرحلة انتقالية. وخلال هذا التحول الهيكلي في أر سي إل يدرج في ورقة (باللون الأحمر كما هو موضح في الشكل 4 و5) بالإضافة إلى (الرابع) الذي تم الاستغناء عنه. التغيير المرتبط بتكوين مثبطات الأنزيم البروتيني سيرين هو المفتاح لآلية تثبيط الإنزيمات البروتينية المستهدفة.
عندما تهاجم أنزيمات السيرين بروتياز (أنزيم يقوم بهدم البروتينات) الركائز فإنها تحفز انقسام الرابطة الببتيدية في عملية من خطوتين، الأولى يقوم السيرين المحفز بمهاجمة الرابطة الببتيدية للركيزة (الشكل 5) مما يطلق النهاية الأمينية الجديدة NH2 (N-terminus) ويشكل رابطة إستر بين الإنزيم والركيزة. يُطلَق اسم «إنزيم اسيل الوسيط» على هذا المركب الوسيط المكون من الإنزيم مع الركيزة المشتركان برابطة تساهمية. بعد ذلك تتحل رابطة الإستر بعملية حلمأة فتنطلق النهاية الأمينية الجديدة سي تيرمينوس (C-terminus). تعمل الحلقة المركزية التفاعلية للسيربن كركيزة للبروتياز المصاحب لها، وعندما تنقسم - ولكن قبل تحلل مركب انزيم اسيل الوسيط - تتحول بسرعة من الشكل S إلى R. بما أن الحلقة المركزية التفاعلية للسيربن لا تزال مرتبطة بالبروتياز بشكل تساهمي من خلال رابطة الإستر فإن التحول التشكيلي لجزيء للسيربن من Sالى R يتسبب في حركة البروتياز من أعلى إلى أسفل السيربن، ويصاحب هذه الحركة حدوث تشوه في تشكيل جزء البروتياز، بينما يتحلل أنزيم أسيل الوسيط ببطء شديد وبهذا تحدث عملية التثبيط. بما أنه لابد لجزء السيربن أن ينقسم ليقوم بتثبيط البروتياز المستهدف فإن عملية التثبيط تستهلك السيربن كذلك، ولذلك تعتبر السيربينات مثبطات أنزيمية غير عكوسية. آلية تثبيط السيربن موضحة في الأشكال 5 و6. يمكن مشاعدة بعض الأفلام حول ميكانيكية السربين على هذا الرابط نسخة محفوظة 6 فبراير 2012 على موقع واي باك مشين..

## تحويرات التركيب لنشاط السربينات
توفر حركة التركيب للسربينات فائدة أساسية لنظام الغلق الثابت لمثبطات البروتيز، وعلى وجه الخصوص يمكن السيطرة على وظيفة السربينات المثبطة بسهولة بواسطة عوامل مساعدة محددة. كما يُظهِر التركيب البلوري للأنتي ثرومبين، الهيبارين العامل المساعد الثاني، والإم إي إن تي وأنتيكيموتريبسينات الفأرية أن هذه السربينات تتركب بأي طريقة في الحمضين الأمينين الأولين للآر سي إل الموجودان في الجزء العلوي من التركيب الثانوي أ وب للبروتين (انظر الشكلين 4 و7). والتركيب الموجود جزئيًا مهم؛ لأن العوامل المشتركة قادرة على تحويل تركيب نوع محدد من السربينات الموجودة جزئيًا إلى أشكال منفصلة بالكامل. أيضًا إعادة ترتيب تركيب هذه السربينات تجعلها مثبطات أكثر فعالية.
مثال النموذج الأصلي لهذه الحالة هو مضاد الثرومبين الذي ينتشر في البلازما في حالة غير نشطة نسبيًا مندمجة جزئيًا. ويشير التأثير الأولي المحدد للبقايا (أرجينين بي 1) نحو جسم السربين وهو غير متاح في إنزيم البروتيز (شكل 7). إضافة لتقييد سلسلة بنتاساكرايد هيبارين عالي التقارب ضمن سلسلة طويلة من الهيبارين يخضع مضاد التثرومبين بتغير متعلق بالتكوين وإخراج آر سي إل وتعرض لأرجينين بي 1. وبالتالي فإن الهيبارين مقيد البنتاساكرايد مانع أكثر فعالية للثرومبين وعامل عشرة آي (شكل 7). إضافة لذلك يحتوي كلا إنزيمي بروتيز تجلط الدم على مراكز ربط للهيبارين تسمى إكسوسايتز (مراكز ربط ثانوية). ويعمل الهيبارين من ثم كقالب لربط كلًا من البروتيز والسربين مسرّعًا بشكل كبير من التفاعل بين الاثنين (شكل 7). وبعد التفاعل الأولي يتكون مركب السربين الأخير وتتحرر جزيئات الهيبارين. وهذا التفاعل مهم من الناحية الفسيولوجية، فعلى سبيل المثال بعد إصابة جدار الأوعية الدموية يكتشف الهيبارين وينشط مضاد الثرومبين للتحكم باستجابة التخثر. كما يشكل إدراك الأساس الجزيئي لهذا التفاعل الأساس لتطوير فوندابارينكس وهو هيئة اصطناعية لهيبارين بنتاساكرايد يستخدم كدواء مضاد للتخثر.

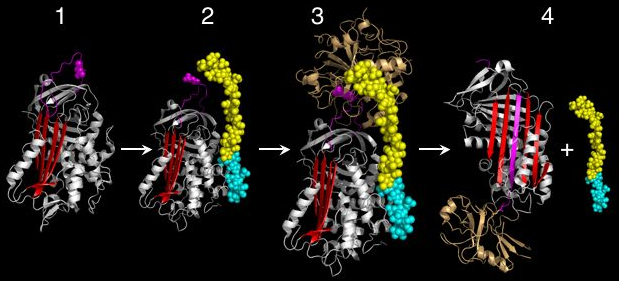
شكل 7: من اليسار إلى اليمين
1. إدراج تشكل جزئي لمضاد الثروبين. الأرجنين باللون البنفسجي.
2. ترابط لتسلسل الهيبارين الخماسي سكاريد (باللون الأزرق) مع الهيبارين الطويل (باللون الأصفر)
3. التفاعل الأولي للثوربين (برتقالي) مع ال RCL.
4. بعد التثبيت، يتشكل أنزيم السرين ويتم إطلاق الهيربين.

تقوم بعض السربينات إلى الانتقال من S إلى R كجزء من عملها لتكوين مركب يصطلح عليه ب«الحالة الكامنة» (الصورة 8). في السربينات الفرع الأول من ورقة سي (C-sheet) يجب أن تنتزع للسماح الكامل بإدراج ال RCL. السربينات الكامنة غير قادر على التفاعل مع البروتياز ولا مثبطات البروتياز الانتقال إلى الكمون يمثل آلية مراقبة لالسربين PAI-1. يتم تحرير PAI-1 في التشكيلة المثبطة ومع ذلك، يخضع تغيير متعلق بتكوين جزئي إلى حالة كامنة ما لم ينضم إلي بال فايرونكتين (نوع من أنواع البروتين السكري) كمساعد. بذلك يحتوي ال- PAI-1 على آلية تثبيط تلقائي وبالمثل، يستطيع أيضا مضاد الثرومبين بصورة تلقائية التحويل إلى حالة كامنة كجزيء من وظيفته العادية. أخيراً نهاية الطرف N لبروتين التنجبين (tengpin) (راجع 2PEE و2PEF) وهو سيربين مُشتق من نوع من البكتيريا اللاهوائية تُسمى الثيرمونا أيروباكتير تينقكوجينيسيس مهمته لتحفظ الجزئ في في حالته المُضبطة الأصلية. لذافإن أي إخلال للتفاعل الذي يَتم بواسطة طَرف N يَنتُج عنه تَغيرات مُفاجئة على السِربين فَيتحول إلى الوَضع الكَامن.

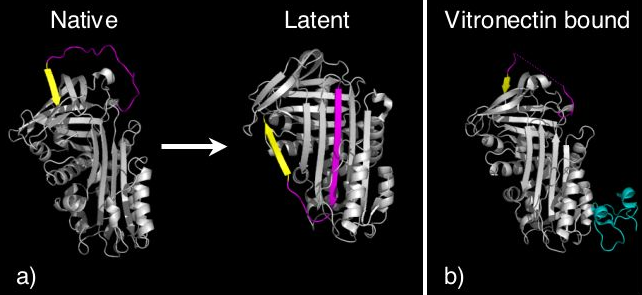
شكل 8:إلى اليسار: الهيكل البلوري لل PAI-1 الأصلي. ويبدو الـRCL باللون البنفسجي بينما يبدو بيتا ستراند باللون الأصفر.
إلى اليمين: هيكل ال PAI-1 الأصلي ملتصق بالفيتروسيتسن (الأزرق).

## مستقبلات السربين وتفاعلاته
يعمل إنزيم السربين على إفراز المركبات المعقدة خارج جسم الإنسان وبسرعة، ففي الثديات، تحدث هذه الآلية بسبب انخفاض كثافة نسبة البروتين الدهني، والتي ترتبط باستقبال البروتين (مستقبلات ال آر بي LRP)، والذي بدوره يربط المركبات المثبطة التي كونها مضاد الثرومبين، بي أي 1-1 PA1-1، (السربين العصبي)، وهو الذي يتسبب في امتصاص الإنزيمات الأخرى. مما يؤدي إلى تغير التركيب الجزيئي أثناء تشكيل إنزيم السربين المعقد، ويمكن للسربين أيضا تكوين إشارات جزيئية لتنبيه الخلايا عن وجود نشاط في إنزيم البروتين. في حين لا تزال خلايا مركبات إنزيم السربين الداخلية قيد التحديد.
تم مؤخرا إثبات أن نخرية سربين الذباب تؤخذ من خلال مستقبلا ليبوفورين والتي لها علاقة بمجموعة مستقبلات LDL للحيوانات اللبونة.

## التغيرات التشكيلية والوظائف غير المتعلقة بالتثبيط
تستخدم بعض أنواع السربينات غَير المُثبِطة التَغيرات التَشكيلية في شكلها الجُزيئي كَجزء من وَظيفتها، فمثلاً الشكل الأصلي للبروتين الجلوبيولين الرابط للثايروكسين thyroxine-binding globulin الذي يشبه حرف S لديه قابلية عالية للارتباط بالثايروكسين بينما تكون البروتين على شكل R المشقوق ذات قابلية أقل للارتباط بالثايروكسين. وبطريقة مماثلة فإن الشكل الأصلي للبروتين الجلوبيولين الرابط للكورتيزول Cortisol-Binding Globulin والذي يشبه حرف S لديه قابلية أعلى للارتباط بالكورتيزول من نظيره ذو الشكل R المشقوق. إذن فإن التحول من الشكل S إلى R والانشقاق في الحلقة المركزية التفاعلية لهذه الأنواع من السربينات ينتج عنه تحرر الروابط (الربيطة) بدلاً عن وظيفة تثبيط البروتياز .

## السربينات، الاعتلالات المتعلقة بالسربينات وأمراض البشر

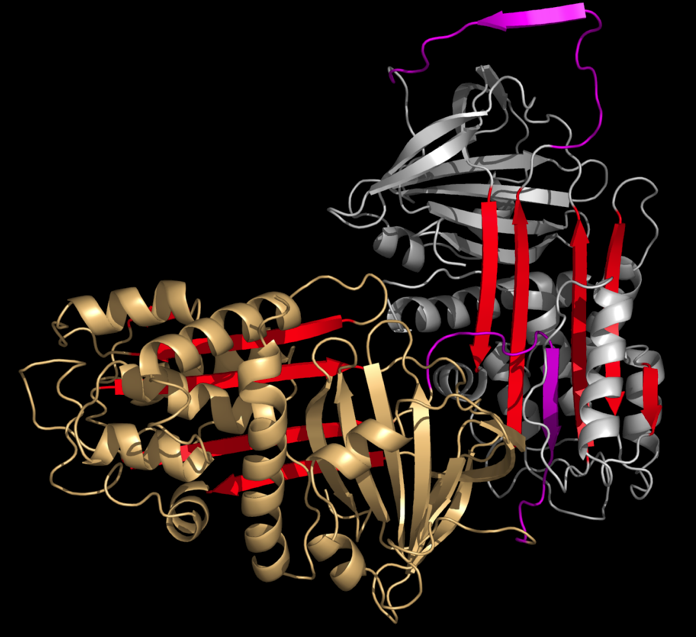
شكل 9: نموذج يمثل أفكار حول ميكانيكية بولمرة السربين

بشكل عام فإن السربينات عرضة للطفرات والتحورات التي قد تعطل وظيفتها وتسبب الأمراض، وينتج عن هذه الطفرات مبلمرات ذات طيات بروتينية خاطئة أو تكتلات بروتينية (اعتلالات ناتجة عن نقص السربينات)،
من ضمن هذه الأمراض مرض نقص مضاد التربسين ألفا 1 والذي قد يؤدي إلى الانتفاخ الرئوي الوراثي وأحيانا تشمع الكبد، وأيضا مرض نقص مضاد الثرومبين والذي يتسبب في الخثار الوراثي، نقص مثبط سي1 والذي يتسبب في الوذمة الوعائية الوراثية بنوعيها 1و2، الاعتلال الدماغي الوراثي المصاحَب بالأجسام المشتملة البروتينية النيوروسربين (نوع نادر من الخرف ناتج عن تكتل النيوروسربينات الشاذة.
بالتالي فإن السربينات تنتمي إلى مجموعة كبيرة من الجزيئات مثل بروتينات البريون والجلوتامينات المكررة المحتوية على البروتينات المسببة لاعتلالات البروتين أو الأمراض التشكيلية.
تسببت بلمرة السربين المرض بطريقتين. أولًا: يؤدي نقص السربين النشط إلى نشاط بروتيني غير منضبط وإلى تدمير الأنسجة ويتضح هذا في حالة نقص الانتيتريبسين. ثانيا: تسد البوليمرات نفسها الشبكة الإندوبلازمية للخلايا التي تكوّن السربين، وتؤدي في النهاية إلى موت الخلية وتلف الأنسجة. وفي حالة نقص الانتيتريبسين فإن بوليمراته تسبب موت خلايا الكبد وتؤدي أحيانا إلى تلف وتشمع الكبد. وفي داخل الخلية تزيل الشبكة الإندوبلازمية عن طريق الانحلال بوليمرات السربين. ومع ذلك تبقى التقنية التي بواسطتها تسبب بوليمرات السربين موت الخلية مفهومة كليا.
مثل السربين المتشقق فإن بوليمرات السربين مفرطة الاستقرار فيما يتعلق بالتسخين. ويبدو كل مونيمر سربين بأنه خضع للانتقال من الضغط إلى الاسترخاء. إضافة إلى ذلك، فإن بوليمرات السربين غير قادرة على سكن بروتياز الهدف مقترحا أن آر سي إل غير موجود ومندمج في صفيحة آي. ومن أجل ذلك وفي ظل غياب البيانات الهيكلية النهائية تم افتراض خضوع السربين للبلمرة من خلال تقنية تعرف بصفيحة البلمرة آي. ويندمج آر سي إل في المهمة العادية مع صفيحة إي بي لتكوين سلسلة رابعة (الشكل 4) وقد اقترح في نموذج بلمرة صفيحة إي أن آر سي إل لجزء سربين واحد يندمج بطريقة تلقائية مع صفيحة آي لجزيء آخر لتكوين سلسلة طويلة من البوليمر (شكل 9) وفي الواقع بالتالي تمت الإشارة إلى أن البلمرة حدثت كنتيجة لحاجة هيكل السربين لقبول سلسلة بي إضافية.
يُعد السربينُ أحدَ المجموعاتِ الأولى من الطفرات الجينية التي تسببُ الأمراضَ، والتي تحلل بشكل مباشر إلى تراكيبَ بلوريةٍ. وكدعم لنموذج البلمرة كان من الملاحظ أن الطفراتِ السربينية التي تسبب البلمرة تتمركزُ في منطقتين مختلفتين من الجزيء (كما وضح في الشكل4أ) الذي أُطلق علية الغلقُ والاختراق. ويحتوي الغلق والاختراق على بقايا محفوظةٍ بشكل جيد، كما أنهما يحددان مسارَ إدخال RCL حيث أنها مقترحة أن تكون مهمةً للتغير في التكوين الجزيئي.
لقد تم تحليل تركيبتين من السربين المبلمرة المخترقة واللتان تظهران RCL / A ترابطَ الأوراق المشابهةِ للأوراق التي تنبأت بها آليةُ البلمرة ولكن في تناقضٍ مباشر مع الخصائص المعروفةِ لبوليمرات السربين الفسيولوجية وبلورات بوليمرات السربين المخترقة فإنها تفصل بسهولةٍ إلى شكل أحادي.

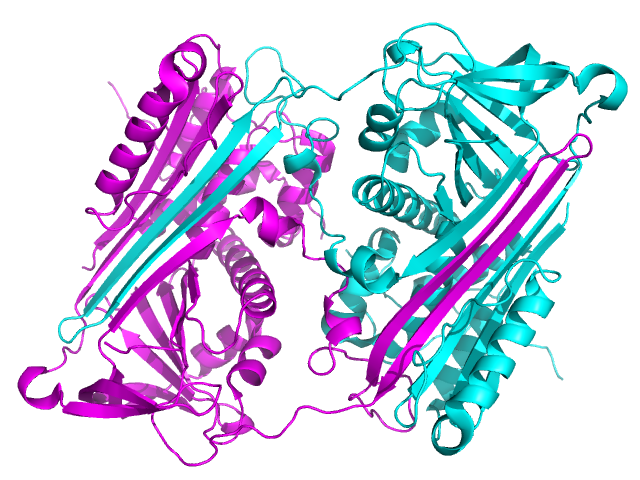
شكل 10: هيكل مجال تبادلت مضاد الثرومبين ديمر يكشف آلية واحدة عبر التي يمكن للسربين بالبوليمرة

كمية كبيرة من البيانات تقترح أن الأحداث المتعلقة ببلمرة السربينات تحدث خلال طي الجزيء، والطفرات التي تسبب اضطرابات تراكم السربين تتداخل مع قدرة السربين لإضعاف الحالة الأصلية دونية الاستقرار. في حالة طي السربين الطبيعية يتحرك السربين بسرعة من خلال مفتاح ترابط وسطي لتحقيق عملية الاستقرار.دراساتٌ عديدة أكدت أن مفتاح الترابط الوسطي هو الذي لديه القدرة على البلمرة من هنا يظهر أنه من المهم أن تكون الجزيئات المتداخلة متحركة بسرعة لتتخذ الحالة الأصلية ولقد ظهر أن هذه التحولات مثل ز-انتيتريبسين تتنوع (جلو 342 إلى ل ي س) تمنع بعض الشي المرحلة الاخيرة لتدخل السربين وتسبب تراكم التداخل الوسطيات. وكنتيجة لذلك، تعداد الوسطيات المتداخلة نتج في تكون البوليمرات لوحظ أنه بمجرد التداخل، متنوع ز-انتيتريبسين يتشابه إلى حد كبير مع مواد النوع البري في شكل الاتزان الحراري والأنشطة المثبطة.
تمثل هذه البيانات مجتمعة تحديًا مهمًا لنظرية تبلمر «السربين» المعتمدة على نموذج الصفيحة -أ A-sheet، فمن ناحية فإن فكرة استغلال آلية حدوث التغيرات التشكيلية في «السربين» لتكوين مبلمرات «السربين» فكرة جذابة، ومن الناحية الأخرى فإن المعطيات الفيزيائية الحيوية تحديدًا توحي بأن وسيط الطي هو الذي يقوم بعملية البلمرة -عوضًا عن الشكل الأصلي للجزيء- ومن الواضح أن هذا الوسيط يجب أن تختلف خصائصه التشكيلية عن الشكل المطوي الأصلي للسربين.
في عام 2008 م أدى الكشف عن التشكيل البلوري لأحد أنواع السيربن الرئيسية إلى الإشارة إلى أن تكوين مبلمرات السيربن الفسيولوجية لا يحدث عبر آلية الصفيحة -أ، بل عن طريق عملية أشمل تُعرف «بتبادل النطاق البروتيني». كان مضاد الثرومبين أول نوع يتم تحليله (الشكل 10) وكشف أن كِلا الشريطين s5A والحلقة المركزية التفاعلية RCL يمكنها الدخول والاندماج مع صفيحة -أ لجزيء سيربن آخر، مما يجعل من السهل تكوين سلاسل مبلمرات طويلة. عام 2011م أدى الكشف عن تركيب جزيء مضاد التربسين الحلقي الثلاثي الذي خضع لعملية «تبادل النطاق البروتيني» إلى توضيح أن مبلمرات هذا النوع من السيربن تتكون من إدخال الحلقة المركزية التفاعلية RCL إلى الجزيء المجاور، وشكّل جزيء مجموعة الكربوكسيل النهائي (والتي يتكون من الشرائط s1C وs4B وs5B) عملية تبادل النطاق (الشكل 11). ومما دعم الأهمية الفسيولوجية لهذا الكشف أنه تبين أن مبلمرات مضاد التربسين التي تكونت عن طريق تبادل النطاق البروتيني لمجموعة الكربوكسيل النهائي تم التعرف عليها من قِبَل الأجسام المضادة وحيدة النسيلة والتي تختص بمضادات التربسين المُمْرِضة (الباثوجينية).

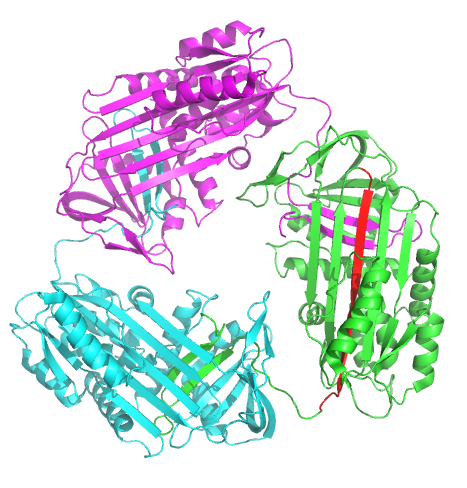
شكل 11: هيكل لمضاد التريبسن شكل بطريقة تبادل مجال لمنطقة نهاية سي.

يبدأ نموذج «تبادل المجالات» الجديد لبلمرة السربين في التوفيق بين بيانات الفيزياء الحيوية وبيانات الكيمياء الحيوية المتوفرة. وتشير هذه البيانات معا إلى أن أحداث تبادل المجالات تظهرعندما تتداخل الطفرات أو العوامل البيئية بطريقة ما مع المراحل الأخيرة من السربين القابلة للطي إلى الحالة الأصلية. وتكشف هذه البيانات أيضا أن هذه السربينات من الممكن أن تتبلمر في الأخيرعن طريق أنواع مختلفة من نماذج تبادل المجالات. وفي النهاية، يتم تسليط الضوء لهذه البيانات على الشكل النهائي للبوليمر. من المهم أن نلاحظ أن الفصائل السامة عينها، الدقيقة من المتوسطة أو/ والبوليمر الذي يسبب موت الخلايا، مثل نقص الآنتي تربيسن الذي لايزال معلوم.

## تطور استراتيجيات العلاج لمكافحة السيربينوباثيز
العديد من التوجهات العلاجية تُستخدم أو جارية البحث والإستسقاء لتعالج أمراض التراكم الإنزيمي غير الطبيعي في الجسم الأكثر شيوعًا، وهو نقص مضاد الإنزيم تريبسين. علاج زيادة مضاد الإنزيم تريبسين مصدق عليه لنقص مضاد الانزيم تريبسين الحاد – المرتبط بانتفاخ الرئة. زراعة الرئة و/ أو الكبد كذلك يستخدم في علاج عدد من الأمراض المرتبطة بنقص مضاد الإنزيم تريبسين الحاد. في النماذج الحيوانية، استهداف الجينات المحفزة في الخلايا الجذعية تم تطويره بنجاح ليصحح الخلل في زد-مضاد البروتين تريبسين وليسترجع القدرة ولضمان إفراز مضاد الأنزيم تريبسين على أن يفرز من كبد الثدييات. وقد أفادت عدد من المجموعات أيضاً ان الجزيئات الصغيرة تعمل على منع مضاد تريبسين البلمرة في المختبر.

## الطفرات التي تؤدي إلى تكون الأشكال الخاملة (أو شبه الخاملة) الغير نشطة تلقائيًا

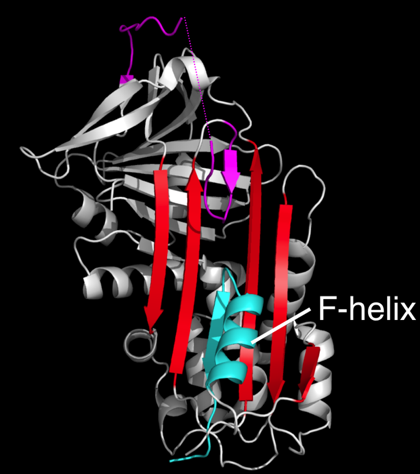
شكل 12

يمكن للطفرات (المسببة للأمراض) التي تحدث لجزيء السيربين أن تؤدي إلى تحويله إلى الحالة الخاملة الأحادية (انظر الشكل 8أ الذي يوضح تركيب الحالة الخاملة)، فيحدث المرض نتيجة نقص في عدد السيربينات المُثبِطة الفعالة. على سبيل المثال يؤدي الشكلان المتغيران لمضاد الثرومبين «ويبل» و«ووبل» المرتبطان بالمرض إلى تشكل الحالة الخاملة.
من الجدير بالذكر أيضًا أن أحد الأشكال المتغيرة لمضاد الكيموتربسين المسبب للمرض في الإنسان يوضح المرونة الاستثنائية العالية جدًا لهيكل السيربين. أظهر تركيب بُنية مضاد الكيموتربسين (ليوسين 55 إلى برولين) شكل دلتا "δ" جديد وغير مألوف، من الممكن أن يكون مركبًا وسيطًا بين الحالتين الأصلية والخاملة (شكل 12). في هذا التركيب الجديد يظهر أربع بقايا من الحلقة المركزية التفاعلية مدرجة في الجزء العلوي من الصفيحة-أ بيتا β-sheet A، أما الجزء السفلي من الصفيحة فيمتلئ نتيجة تحول جزئي لواحدة من لولبيات ألفا (اللولب- (F إلى شكل شريط بيتا مكملة رابطة الهيدروجين للصفيحة-بيتا. من غير الواضح إلى الآن إذا كان بإمكان السيربينات الأخرى اتخاذ هذا التشكيل، أو إذا كان لهذا التشكيل أي وظيفة عملية. مع هذا يُعتقد أن الجلوبيولين الرابط للثايروكسين يتخذ تشكيل دلتا δ أثناء إطلاق الثايروكسين.

## آليات أخرى من الأمراض المرتبطة بالسربين
في البشر، نقص بسيط من العديد من السربين (على سبيل المثال، من خلال طفرة فارغة) قد يؤدي إلى المرض (راجع الجدول 1).
فمن النادر أن يتغير أحد من الأحماض الأمينية للـ «آر سي إل» من السربين يبدل خصوصية العامل المانع للمرض والسماح له بأن يستهدف الخميرة التي تحفز ذوبان البروتين. على سبيل المثال، طفرة انتيتريبسين-بيتسبرغ (ميثيونين 358 إلى أرجينين) يسمح للسربين لمنع الثرومبين، مما تسبب في اضطرابات النزيف.
السيربين هي مثبطات انتحار، والـ«آر سي إل» تعمل كـ طُعم. بعض طفرات الأمراض المعروفة في ال «آر سي إل» في الإنسان تسمح بركيزة السلوك الحقيقي والانقسام دون تشكيل معقد. والتكهن لمثل هذه المتغيرات تؤثر على معدل أو مدى الـ«آر إل سي» المدرج في ورقة الإيه. هذه الطفرات، في الواقع، تؤدي إلى نقص السربين من خلال الفشل في السيطرة بشكل صحيح على الهدف.
العديد من السربين الغير مثبط يلعب دورًا أساسيا في الأمراض البشرية الخطيرة. على سبيل المثال، وظائف الماسبين بمثابة قامع لسرطان الثدي والبروستاتا. ويجب أن تفهم آلية وظيفة الماسبين بشكل كامل. وأثبتت الدراسات إلى أن الماسبين يلعب دورًا أساسيا في التنمية.

## التطور
لقد كان يُعتقد منذ البدء بأن السربين مقتصرة على كائنات اليوكاريوت ولكنها قد وجدت فيما بعد في عدد من البكتيريا والعتائق، وما زال من غير الواضح ما إذا كانت هذه الجينات بدائية النواة هي أحفاد لأسلافها من السربين ثنائية النواة أو نتاج انتقال جينات فرعي (انتقال جيني بين الكائنات الحية لا بالنسب التطوري)، وقد أوضح رولينغز وآخرون بأن السربين هي أكبر عائلة من مثبطات الأنزيم البروتيني وأكثر عائلة موزعة على نطاق واسع.

## أنواع السربين

### البشرية
وُضعت في عام 2001 تسميات للسربين (انظر للجدول 1 في الأسفل) ويعتمد نظام التسمية على تحليل النشوء والتطور لـ 500 سربين، ويشمل الجينوم البشري على 16 منظومة من السربين تسمى بسربين إيه وصولا إلى سربين بي، محتوية بذلك على 29 بروتين سربين مثبط و7 غير مثبطة (انظر إلى لوو وآخرون 2006، وهايت وأخرون 2013 من أجل أحدث مراجعة حول الموضوع)، وتسمى البروتينات بسربين إكس واي؛ حيث أن إكس هي منظومة البروتين وواي هو عدد البروتينات في المنظومة، ويسرد الجدول 1 قائمة بكل سربين بشري مع ملاحظات مختصرة تتعلق بكل وظيفة للجزيئات والنتيجة (إذا عُرفت) للخلل والنقص.

### سربينات ثديية مخصصة
كثير من السربينات (أنواع من البروتينات) الثديية تم تمييزها على أنها لا تشارك أي أورثولوجي (وجود سلف مشترك) بشكل واضح مع السربين النظير الموجود في الإنسان. أمثلة تضم كثير من السربينات في القواضم (خاصة بعض من السربينات الموجودة في خلايا الفئران) وأيضا في سربينات الرحم. (المذكورة أدناه). يشير مصطلح سربين الرحم لأعضاء السربين A التي تم ترميزها بواسطة جينات سربينا 14. ويتم إنتاج سربين الرحم من بطانته وهي مجموعة محدودة من الثدييات في طور اللوراسيات تحت تأثير هرمون البروجسترون أو هرمون الأستروجين. وهما على الأرجح مثبطات بروتين غير فعالة ويمكن لها أن تعمل خلال فترة الحمل لمنع الاستجابات المناعية ضد الأمهات أو الحمل المستكن وللمساعدة في نقل المشيمة.

### حشرة
تحتوي جينوم ذبابة الفاكهة سوداء البطن (دورسوفيليا ميلانوجستر) على 29 جينة لترمز السربين (مجموعة من بروتينات بأشكال متشابهة تعمل على تثبيط الإنزيمات الفاعلة في الروتينات).
تحليل سلسلة الأحماض الأمينية قد استبدلت 14 من هذه السربينات في مجموعة السربين Q وثلاثة في مجموعة السربين K، مع البقية ال12 كسربينات يتيمة لا تنتمي إلى أي مجموعة. النظام المجموعي للتصنيف ليس سهل الاستخدام في سربينات ذبابة الفاكهة وبدلاً منه تم تبني نظام المصطلحات حيث تسمى المصطلحات بناءً على مركز جينة ذبابة الفاكهة في الكروموزم.
13 من جينة السربين لذبابة الفاكهة تظهر على أنها معزولة في الجينوم (شاملا السربين 27A، انظر إلى الأسفل) مع بقية 16 منظمة إلى ثلاث كتل جينية والتي تظهر في مراكز الكروموزوم 28D (سربينين) 42D (خسمة سربينات) 43A (أربعة سربينات)، 77B (ثلاثة سربينات)، و88E (سربينين).
كشفت دراسات على سربينات ذبابة الفاكهة أن سربين 27A تثبط إيستر المكسر للبروتين وبهذا تنظم نمط الظهري البطني. فهو يعمل على شق السباتزل (وهو ليغاند كيميائي) مما يمكّنه على التحكم في نمط الجينات بوساطة الإشارات. وقد يؤدي إلى قتل عدد من الإشارات بالإضافة إلى دورها الأساسي في الوضع النمطي عند الجنين، الإشارات الجينية أيضا مهمة في الردود الفعلية الغريزية عند مناعة الحشرات. وفقا لذلك، السربين 27A أيضا تعمل على التحكم في ردود الأفعال المناعية في الحشرة. في "تنبريوا موليتر (وهي خنفساء كبيرة) بروتين (SPN93) محتوية على حقلين لسربينين مرادفين منفصلين تعمل على ضبط العملية المتتابعة للجين الذي يعطي رموز مكسرات البروتين.

### الديدان
يحتوي جينوم الديدان الخيطية من فصيلة الربداء الرشيقة على تسعة أنواع من السربينات، ولكن خمسة منها فقط تعمل كمثبطات للبروتياز. أحد هذه السربينات وهو سربين-6 يقوم بوظائف وقائية ودفاعية ضد التحلل اللايزوزومي (اليحلولي) الناتج عن الضغط والمرتبط ببروتين الكالبين، كما يعمل أيضاً كمثبط لبروتياز السيستين اليحلولي والذي يتم إطلاقه من بعد التمزق اليحلولي للخلية. ووفقاً لهذا فإن الديدان التي تفتقر إلى سربين-6 حساسة للضغط. والجدير بالذكر أن الديدان التي تم فيها تعطيل جين سربين-6 تموت عند وضعها في الماء (نوع الديدان ذو النمط الظاهري الحساس لضغط القصور الأسموزي Osl). استنادًا إلى هذه البيانات فإنه يُعتقد أن اليحاليل (اللايزوزومات) تلعب دورًا هامًا يمكن مراقبته في تحديد مصير الخلية.

### النبات
تم التعرف على وجود السربينات في النباتات منذ فترة طويلة، حيث يُعد السربين (بروتين الشعيرZ) المتواجد بكثرة في حبوب الشعير هو أحد مكونات البروتين الرئيسية في شراب الشعير (البيرة).
قامت قاعدة بيانات الببتيدات (MEROPS) بالتعرف على تصنيف ثمانية عشر عضوًا من عائلة السربينات في جينوم نبات الأربيدوبسس ثاليانا، ولكن ثمانية منها فقط تشكل سلسلة سربين كامل الطول. سربينات النباتات هي مثبطات قوية ونشطة للسيرين بروتياز الشبيه بالكيموتربسين لدى الثديّات في المختبر. أكثر نوع تم دراسته من قبل العلماء هو سربين Zx (BSZx)، والذي يقوم بتثبيط التربيسن والكيموتربسين والعديد من عوامل تخثر الدم، بالرغم من أن النباتات لا تحتوي على السيرين بروتياز الشبيه بالكيموتربسين أو أي فصائل مشابهة له. الحلقة المركزية التفاعلية RCL للعديد من السربينات المتواجدة في حبوب القمح والجاودار. تحتوي على سلسلة متعددة ومكررة من جلوتامين (أحماض أمينية مشفرة) مشابهة لتلك الموجودة في بروتينات تخزين البرولامين في سويداء البذرة، ولهذا فقد افترض العلماء أن سربينات النباتات تعمل على تثبيط البروتياز الموجود في الحشرات أو الميكروبات التي تمزق وتهاجم بروتين تخزين الحبوب. لدعم هذه النظرية تم التعرف على سربينات محددة في نسغ اللحاء الخاص بنبات اليقطين (CmPS-1) والخيار. مع أنه لوحظ أن هناك علاقة عكسية بين التواجد المنظم لسربين ال CmPS-1 في النبات وبقاء حشرات المن على قيد الحياة، إلا أن التجارب المخبرية كشفت أن سربين CmPS-1 المؤتلف ليس لديه تأثير على حياة الحشرات.
تم اقتراح وعرض الأدوار البديلة وأهداف البروتياز لسربينات النباتات. وقد تبين في المختبر (خارج الوسط الحيوي) أن السربينات الخاصة بنبات الأربيدوبسيس  يثبط البروتياز (إنزيمات البروتين) كالميتاكازباس. وكذلك تم التعرف حديثا على الهدف الأساسي للبروتياز فيما يتعلق بالسربينات في الوسط الحيوي بالباين الذي يشبه بروتياز السيستئين المعرض للجفاف. ومن خلال هذه التجربة، أظهرت السربينات سيطرتها على مجموعة نقاط في موت الخلية في نبات الاربيبدوبسيس.
وقد ظهر اثنان من سربينات نبات الاربيدوبسيس AtSRP2 و AtSRP3 اشتراكهما معا كردا فعل لأضرار يتعرض لها الحمض النووي بسبب تعرض النبات لميثان ميثيل سولفانات.

## الفطريات
أحادي السربين الفطري يتميز حتى الآن بـ : سلبين من البيرومسات سلالة هـ2. البيرومسات فطريات لاهوائية توجد في أمعاء الحيوانات المجترة ومهمة في هضم المواد النباتية. يُتوقع أن السلبين جزيء مثبط ويحتوي طرفين من مجالات الدوكرين بالإضافة إلى مجال السربين. الدوكرينات تكون عادة في البروتينات الموجودة في السليولوسوم الفطري، عديد البروتين المعقد الكبير خارج الخلية يحطم السليولوز. ولذا يقترح أن يحمي السلبين السليولوسوم من إنزيمات البروتين (بروتياز). تتواجد أيضا سربينات بكتيرية معينة في السليولوسوم.

### بدائيات النوى
تتوزع جينات السربين في الخلايا بدائية النوى؛ يوجد دراسات مختبرية على بعض هذه الجزيئات قد كشفت عن أنها قادرة على كبح أنزيم البروتياز، ويقترح أنها من الممكن أن تعمل كمثبطات في الجسم الحي، العديد من جزئيات سربين بدائيات النوى وُجدت في الاكستريموفيز*، وفقًا لذلك وعلى العكس من جزئيات سربين الثديات فإن هذه الجزئيات لديها مقاومة عالية للتفسخ الحراري. دور بكتيريا سربين الدقيق مازال غامضًا، على أية حال، كلوستريديوم ثيرموسيلوم السربين يتموضع إلى سيليولوسوم، يُقترح أن السيليولسوم المرتبط بالسربين قد يكون لمنع نشاط الأنزيم البروتيني غير المرغوب فيها ضد سيليولوسوم.

### ڤيروسيًا
تُظهر الفيروسات السِربينات على سطحها كَطريقة لِحماية نَفسها من الجهاز المناعي. على وجه الخصوص، فإن السِربينات التي تُستخدم بواسطة فَيروسات الجُدري بما في ذلك جُدري البَقر وجُدري الأرانب ذات أهمية مُميزة وذلك لإمكانية استخدامها في علاجات جّديدة لاضطرابات المَناعة والالتهابات وأيضاً زراعة الأعضاء، وقد كَشفت دراسة على السِربين رقم 1 أن هذا الجُزيء يَقوم بتَثبيط المَناعة الفِطرية ويَسمح لقَلب مَزروع بالعَيش في الفئران إلى أجل غير مسمى، وكَشفت دراسة أخرى على السِربين رقم 2 والكرما أنهما مُثبطات من نوع المتقاطع وتَستهدف السِربين (قرانزايم بي) والإنزيم البروتيني السِيستيني (كاسبيس 1و كاسبيس 8)، وبِمقارنة السِربينات الفَيروسية بنَظائرها في الثَدييات فإن السِربينات الڤيروسية تَحتوي على حَذف كَبير في عناصر البُنية الثَانوية. على وجه التَحديد فإن الدراسات على هَيكل جُزيء الكُرما «أي» بَينت أنهُ يَفتقد لَولب «الدِي» وأيضا أجزاء مُهمة من لولب «الأي» ولَولب «الإي».